# Saldula lomata
Saldula lomata är en insektsart som beskrevs av Polhemus 1985. Saldula lomata ingår i släktet Saldula och familjen strandskinnbaggar. Inga underarter finns listade i Catalogue of Life.